# Попов, Дмитрий Львович
Дмитрий Львович Попов (род. 27 февраля 1967, Ярославль) — советский и российский футболист, защитник и полузащитник. Мастер спорта (с 1990). Игрок сборной России, сыграл в её составе 21 матч, забил 4 мяча. Участвовал в чемпионате мира 1994 года в США.

## Карьера
Начал играть в 15 лет. Несмотря на столь малый возраст, природные данные позволили проявить себя и попасть в «Шинник». С 1984 играл за дублёров, изредка выходя на замену за основную команду. С 1987 — стабильно играл за основной состав на позиции нападающего.
В московский «Спартак» попал после кубкового матча «Шинника» против «Спартака» из Орджоникидзе. На той игре присутствовал Олег Романцев, который просматривал футболистов «Спартака». В той игре Попов сделал голевую передачу, а после матча получил приглашение переехать в Москву.
С июля 1989 играл за дублёров, с 1990 — в основе. Окончательно закрепился в команде после гостевой игры против «Спарты», которую «Спартак» выиграл 2:0. Сначала играл по-прежнему в нападении. Но в 1991, после игры против ЦСКА, где успешно нейтрализовал Михаила Колесникова, был переведён на место левого полузащитника.
В июле 1993 заключил трёхлетний контракт с испанским «Расингом», который в том сезоне вышел в Примеру. В клубе играл до июня 1996.
Полностью свой потенциал не раскрыл из-за многочисленных травм — в 1992 сломал ногу, а в мае 1996 получил разрыв мениска и крестообразной связки правого колена из-за чего пропустил чемпионат Европы 1996 года.
Позже играл за клубы «Компостела» Сантьяго-де-Компостела, Испания (июль 1996 — июнь 1999), «Маккаби» Тель-Авив, Израиль (август — декабрь 1999), «Толедо» Испания (2000).
После завершения игровой карьеры постоянно проживает в Испании. Тренировал детскую школьную команду в Сантандере, также работал с юношеской командой местного клуба «Расинг».
С 2002 года занимается агентской деятельностью.
В 2005 году был игроком сборной России по пляжному футболу.
С декабря 2006 года входил в селекционный штаб московского «Спартака». С сентября 2008 года работал спортивным директором «Спартака». В августе 2016 года покинул свой пост. 26 ноября 2020 года был снова назначен спортивным директором «Спартака». 4 августа 2021 года объявил об отставке из-за разногласий с президентом клуба Леонидом Федуном.

## Достижения

### Командные
- Чемпион СССР: 1989

Серебряный призёр чемпионата СССР: 1991
- Чемпион России (2): 1992, 1993
- Обладатель Кубка России: 1992/93
- Полуфиналист Кубка чемпионов УЕФА: 1990/91

### Личные
- В списке 33 лучших футболистов сезона в СССР (1): № 2 — 1991.